# Pómpia
Pómpia är en ort i Grekland.   Den ligger i prefekturen Nomós Irakleíou och regionen Kreta, i den sydöstra delen av landet, 300 km söder om huvudstaden Aten. Pómpia ligger 152 meter över havet och antalet invånare är 953.
Terrängen runt Pómpia är huvudsakligen kuperad, men åt nordväst är den platt.Runt Pómpia är det ganska glesbefolkat, med 30 invånare per kvadratkilometer. Närmaste större samhälle är Moíres, 4,7 km norr om Pómpia. Trakten runt Pómpia består till största delen av jordbruksmark.